# Euxoa rena
Euxoa rena är en fjärilsart som beskrevs av Smith 1890. Euxoa rena ingår i släktet Euxoa och familjen nattflyn. Inga underarter finns listade i Catalogue of Life.